# 阪神1001形電車
阪神1001形電車（はんしん1001がたでんしゃ）は、かつて阪神電気鉄道が保有していた鉄道車両で、大正中期に製造された301形・311形・321形・331形木造車を鋼体化改造したものである。愛称は「センコウ（千公）」。
このグループには1001形のほか1101形・1111形・1121形・1141形の各形式が存在するが、本項ではこれらの車両についても併せて紹介する。

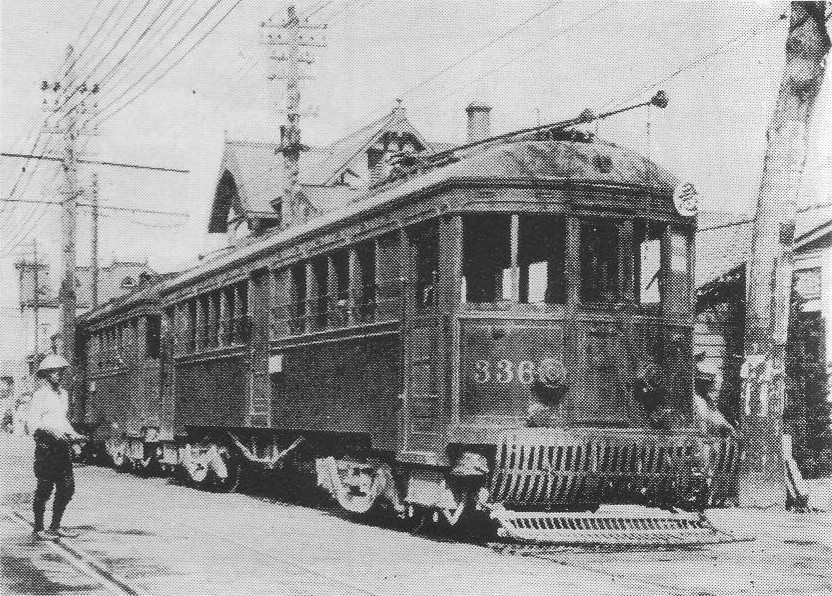
301型（1920年代）神戸市内

## 地下化と高速化
日本初の本格的なインターアーバンとして登場した阪神本線であったが、当時の軌道条例に基づいて建設されたため、神戸市内や御影周辺に併用軌道区間が存在していたほか、路面から乗降する停留所もあった。また、既存の集落を縫う形で路線を設定したためにカーブが多く、併用軌道区間の存在と併せて、ライバルの阪急神戸線や省線に比べると大きなハンディキャップとなっていた。こうした状況を打開するために重軌条化や線形の改良を進めていたほか、併用軌道区間の立体化を実施、御影周辺の高架化を1929年7月に完成させ、大幅なスピードアップを達成した。次いで、神戸市内の地下化工事を開始、神戸市が整備中の阪神国道の地下を三宮駅まで掘削、1933年6月17日に地下新線を開通させ、阪神本線から併用軌道区間が消滅した。その後も1934年7月の省線電車開業と阪急神戸線三宮延長に対抗する形で、1924年に取得していた三宮 - 湊川間の特許を活用して1936年3月18日に三宮 - 元町間を延長、大阪側のターミナルも、1933年（仮駅。本駅は1935年完成）に開業した地下鉄御堂筋線へのアクセスを向上するために、梅田駅を従来の四ツ橋筋の西側から現在地へ地下化して移転、1939年3月21日に開業した。
このように、地下化、高速化工事が進展するにつれて、木造車をそのまま使用することは防災面から大きな問題があったほか、路面乗降の停留所がなくなったことで、車体からステップを撤去する必要があった。そこで、木造車の台枠や台車、電装品を流用して鋼体化を推進することになり、大正中期に阪神初の総括制御車として登場した301・311・321・331の各形式を種車に、1001形の各形式が登場することとなった。

## 概要
1001形各形式は、1931年に登場した1001形から1936年に登場した1141形まで、間に291形の701形への鋼体化改造を挟んで5年間にわたって行われたことから、各形式ごとにさまざまな差異があったほか、後期登場車ほど当時阪神間で進行していた阪神間モダニズムの影響を受けて洗練された内外装で登場した。この項では各形式ごとの概要を紹介する。ただし、後述のとおり1001形と1101形以降の各形式とでは車体長や仕様が大幅に異なることから、後者を便宜上1101系としてまとめて紹介することもあり、本項においても状況に応じてこの呼称を使用する。
また、本形式から従来の青系統の塗装から茶色塗装となり、茶色が新設軌道線所属車両の標準色となった。なお、地下化という要因があったとはいえ70両もの車両を5年で全車鋼体化し、1930年代後半には新設軌道線の車両をすべて鋼製車で揃えたことはきわめて画期的であり、関西大手私鉄の中には1960年代中期になっても木造車が走っていた路線があったことを思えば、阪神のこの先取性は特筆すべきことのひとつである。

### 1001形

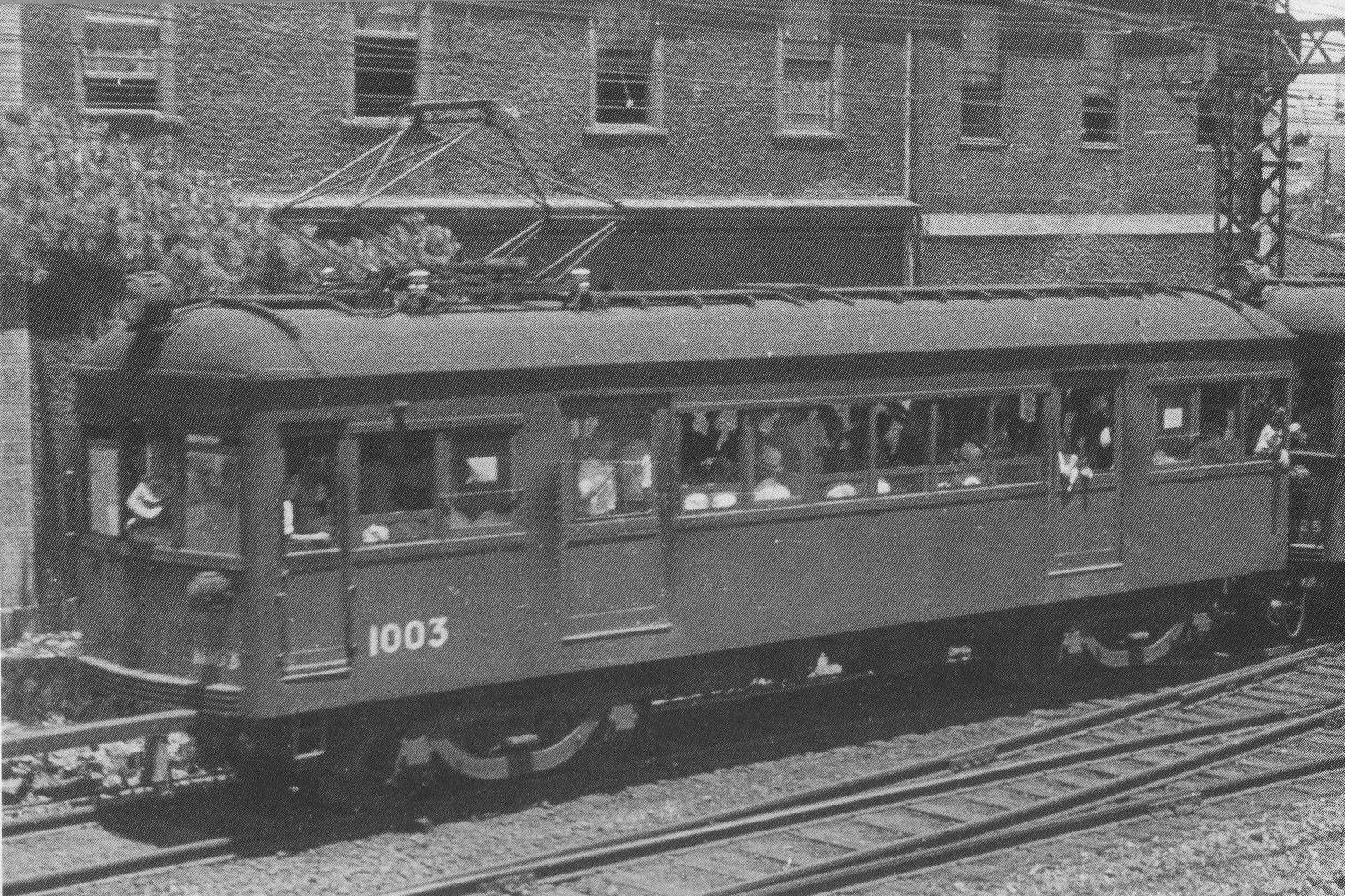
1003（1946年7月10日撮影）

1931年に331形331 - 340を種車に1001 - 1010の10両が大阪鉄工所で鋼体化改造を実施され、1932年には357・358・369・370を種車に1017 - 1020の4両が田中車輌で、1932年から1933年にかけて1011 - 1016の6両が341 - 346を種車に川崎車輌においてそれぞれ鋼体化改造を実施された。
本形式は連結面を広幅貫通路で結んだ2両固定編成で、車体は全長約12.5m、車体幅約2.4mである。客用扉は片側2箇所で、乗務員扉も設けられた。前面は非貫通で中央が少し縦に長い3枚窓で、左側に通風口を、右側に方向幕をそれぞれ装備していたほか、屋根上にはヘッドライトを、車体前面裾部にはアンチクライマーを取り付けていた。種車より車体長が1m前後短くなっているのは、正面5枚窓だった種車の運転台部分の丸みの強い部分をショートカットしたためである。また、連結面の広幅貫通路は1934年に登場した阪急920系電車でも採用されたが、本形式が3年さきがけて広幅貫通路を取り付けていたことはあまり知られていない。
増備車の外観状の変化としては、1017 - 1020以降に登場した車両はウインドシルが段付きになったほか、1011 - 1016ではウインドシル・ヘッダーが連続して巻かれるようになった。また、1011 - 1016では連結面が切妻に変更されたほか、前面が折妻だったのが緩やかな曲線を描くように変更された。これらの小変更に伴い、屋根の形状も変更されている。
集電装置は、1001 - 1010の登場時はパンタグラフ化の過渡期であったことから、運転台側にシングルポールを、連結面側にパンタグラフを搭載していたが、1017 - 1020以降に登場した車両は当初から運転台側にパンタグラフを搭載した。1933年に1001 - 1010もポールを撤去してパンタグラフを運転台側に移設したが、その際、パンタグラフを全車PT-11Aに統一した。この他、併用軌道区間を走行する関係で前面に救助網を装備していたが、神戸地下線開業前に救助網を取り外して、全車トムリンソン式密着連結器を取り付けた。
台車及び電装品は種車のものを活用して、台車はボールドウィン75-25Aを履き、主電動機はゼネラル・エレクトリックGE-203Pを4基搭載し、制御器は同じくゼネラル・エレクトリック製の電空カム軸式制御器であるPC-5を装備した。また、1017 - 1020の4両は電気ブレーキの試験車として、1017・1018の制御器を東洋電機製造で、1019・1020は芝浦製作所でそれぞれ改造され、マスコンが力行3ノッチ、制動5ノッチのものに取り替えられた。この他、1015・1016の2両はブレーキシューを抱き合わせ式に改造している。

### 1101形
1933年に、301形全車(301 - 310)を種車に1101 - 1110の10両が大阪鉄工所で鋼体化改造を実施された。
初めて両運転台の貫通式となり、車体は台枠も含めて新造された。全長約13.6m、車体幅約2.4m、側面窓配置d1D6D1dとなり、窓1枚あたりの大きさが980mmと、1001形までの各形式に比べると格段に大きくなった。前面は中央に貫通扉を持つ3枚窓で、左側に通風口、右側に方向幕を備え、屋根上にはヘッドライトを取り付け、裾部のアンチクライマーは左右に分割されて取り付けられていたほか、貫通扉下にはバンパーが取り付けられていた。また、1109・1110の2両は幕板部に試験的に明かり窓を取り付けて登場した。
台車及び電装品は1001形同様種車のものを再利用して、台車はブリル27MCB-1を履き、モーターはGE-203Pを4基搭載し、制御器はゼネラル・エレクトリック社製PC系制御器をスケッチした芝浦製作所RPC-50を装備した。パンタグラフはPT-11Aを奇数車は大阪側、偶数車は神戸側にそれぞれ搭載している。
この1101形で確立した、側面は大きな一段下降窓を持つ2扉で前面3枚窓の貫通式両運転台車といった基本的なデザインは、幕板部の明かり窓の有無といった違いはあっても、最後に登場した881形までの新製、改造車に継承されることとなった。

### 1111形
1934年には、311形全車(311 - 320)を種車に1111 - 1120の10両が日本車輌製造で鋼体化改造を実施された。基本的な車体の構成は1101形と変わりがないが、本形式では1109・1110で取り付けられた明かり窓を本格的に採用、明かり窓の天地寸法を180mmに拡大、幕板が広くなった分屋根を浅くしたため、より軽快な車体に仕上がった。台車及び電装品も種車が1101形と同じものを搭載していたため、1111形も1101形と同じものを搭載することになったが、台車はブリル27MCB-1のほか、ボールドウィン75-25Aを装着することも可能であった。

### 1121形

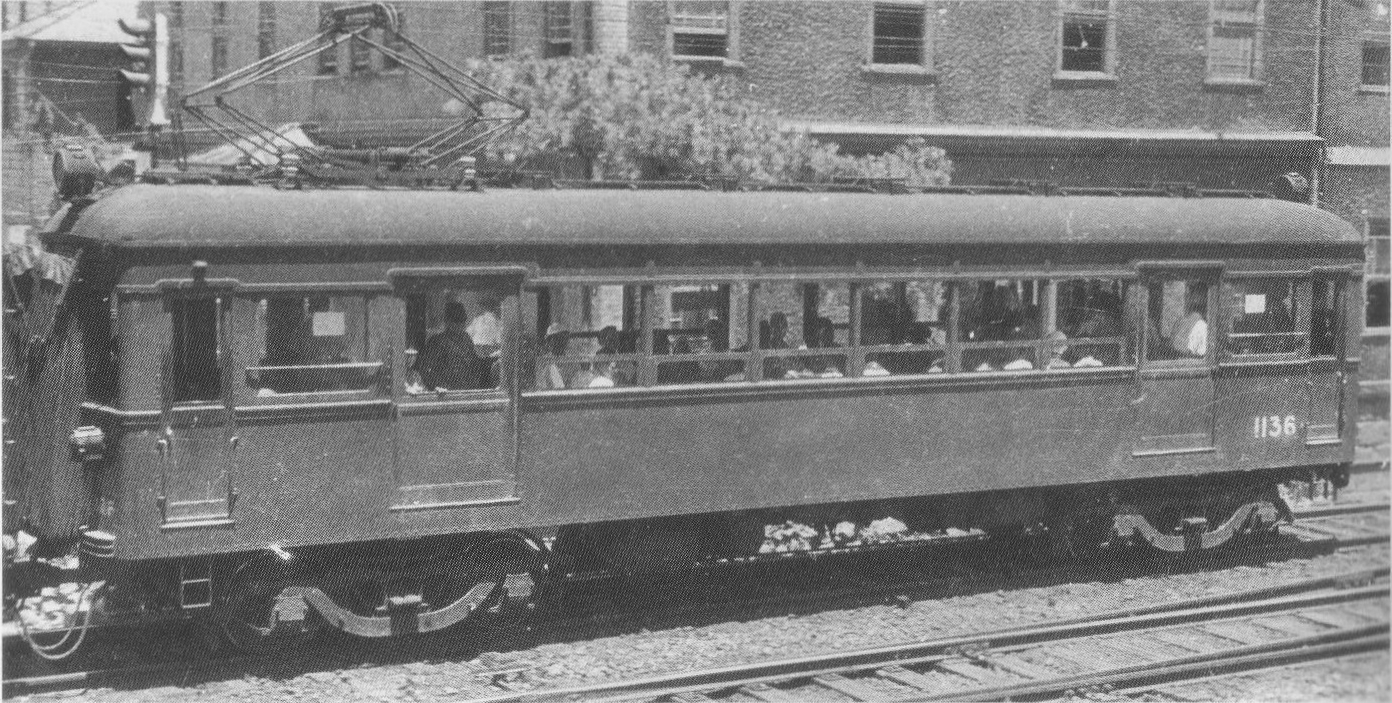
1136（1946年7月10日撮影）

1934年から1935年にかけて、321形全車(321 - 330)と331形の一部(351 - 356・347・348・359・360)を種車に1121 - 1140の20両が日本車両製造で鋼体化改造を実施された。
外観は1111形を継承しているが、本形式ではベンチレーターの形状がガーランド式に変更されたほか、1129・1130の室内照明が吊革のブラケット棒を頂点に、逆三角形に取り付けられた受け具の二面をすりガラスにして、その中にチューブランプが入った大変凝った間接照明を試験的に採用した。台車や電装品は種車が変わったことから、モーターは変更がないものの台車はボールドウィン75-25Aを装着し、制御器はPC-5を装備した。

### 1141形
1936年に、331形の残り全車(361 - 368・349・350)を種車に1141 - 1145の5両が日本車輌製造で、1146 - 1150の5両が田中車輌でそれぞれ鋼体化改造を実施された。
外観は1121形から大きな変化はないが、本形式では溶接技術の発達によって車体裾部を除いてリベットが見られなくなったほか、正面裾部にあったアンチクライマーがなくなった。室内照明は1129・1130で試験的に採用された、吊革のブラケット棒を頂点に、逆三角形に取り付けられた受け具の二面をすりガラスにして、その中にチューブランプが入った大変凝った間接照明が本格的に採用された。台車や電装品は1121形と同じである。

## 戦前の1001形
1001形の各形式は竣工後直ちに就役、新設軌道線の新鋭車両として、特急から普通まで全ての列車種別において運用された。ただ、車体長の短い1001形は、当初こそは1101系と併結されて優等列車仕業に入ることもあったものの、1101系各形式が増備されると、これらのグループと運用が分離されて2両編成で普通列車に充当されることが多くなったほか、電気ブレーキ試験車の1017 - 1020は伝法線（後の阪神なんば線）や尼崎海岸線で専属的に使用された。
1936年以降は急行系車両の851形が新製・増備されたことによって、1001形は601形などとともに高いギア比とブレーキの効きのよさを生かして普通列車やラッシュ時の臨時急行の運用につくことが多くなったが、夏の中等学校野球などの臨時運行で急行系車両が不足した場合、1101系で編成した3連を特急運用に充当することがあった。
また、この頃には1101系は3連で運用することが多くなり、地下線内を走行することもあって明瞭なアナウンスが必要となったことから、851形と同様に船舶用高声電話を改良した車内放送装置を取り付けた。1940年には輸送力増強のために1001形（1017 - 1020を除く）の貫通路を狭幅貫通路に改造し、1001形2両編成の中間に1101形を組み込んで3両編成とした。

## 戦火と復興
1001形各形式が登場した1930年代後半は、それまでの不況を脱して企業の設備投資が積極的に行われ、阪神間の海岸部に多くの工場が進出することとなった。また、これらの工場は1937年に勃発した日中戦争の拡大を受けて軍需を中心に生産が増加、これが更に工場の新設と増築を促したほか、これらの工場に通勤する労働者が急増したことから、最寄の交通機関である阪神各線の輸送需要も急増した。
この動きは太平洋戦争開始後も続くが、その頃になると軍需中心に資材が割り当てられたため、大戦末期には主電動機をはじめとした電装品や軸受などの消耗品を中心に資材不足に悩まされるようになった。そのような中でも輸送力増強への努力は続けられ、1943年11月に川西航空機本社工場への通勤・資材輸送路線として武庫川線武庫川 - 洲先間が開業した際には1121形1121 - 1126の6両がドア間の座席を撤去されて同線専用車となった。定員は82人から94人に増加した。
翌1944年8月に国道線との連絡のために武庫大橋まで延長された際には運転区間を同駅まで延長、強風・紫電・紫電改といった戦闘機や二式飛行艇といった海軍向けの航空機の増産に追われていた同工場に、国道線、阪神本線で運ばれた工場通勤者をぎりぎりまで詰め込んでピストン輸送を行った。
しかし、戦争末期の1945年に入ると、直接戦災に遭うだけでなく、事故や部品不足による修繕不能によって動けない車両が続出するようになった。3月13日夜の大阪、3月17日夜の神戸両都市への大空襲は幸いにして大きな被害を免れたが、それから約1ヵ月後の4月23日未明（午前4時ごろ）、三宮駅構内に留置していた車両から出火、37両中26両が全半焼する被害を受け、1001形も1012・1142・1147の3両が被災、全焼した。続いて6月には1日の大阪大空襲を皮切りに、5日の神戸大空襲で両都市の焦土化を図るとともに15日には尼崎が空襲されるなど、1ヶ月だけで6回も空襲される有様だった。中でも6月5日の神戸大空襲では昼間空襲だったこともあり、御影駅停車中の1131が全焼、1010が半焼といった被害を受けたほか、東明車庫が被災したことによって1001形各形式からは4両が全焼したほか、6月15日の尼崎空襲では1139が半焼した。このほか8月6日の阪神間全域を狙った空襲において1124が武庫川駅構内で半焼している。
この他にも、終戦までの間に事故や故障による運転不能車は続出し、終戦直後の9月17日に来襲した枕崎台風によって阪神間に高潮被害が発生、沿線の地盤沈下がひどいこともあって尼崎車庫が水没、1001形各形式のうち6両が冠水、運転不能となった。このように運転不能車両が続出したことと、1001形各形式が搭載する主電動機であるGE-203Pの故障率が高かったことから、1001形の運転可能車で3両編成を組む場合はMc+Tc+Mcと、部品不足による電装解除車を中間に組み込んだ編成を組成したほか、余裕のあった急行系車両を普通運用に投入することで急場を乗り切った。また、1001形の運転台側の連結器が整備不良で外れ、バラストに突き刺さった連結器によって脱線する事故が発生したことから、同形の運転台側の連結器を取り外した。1129・1130や1141形の凝った照明も、1946年以降他形式もチューブランプ化されるにつれて、他形式同様天井取り付けの平凡なものに取り替えられていった。
このように車両をやりくりしていく一方で、復興への動きも着実に進んでいた。事故や戦災で全焼した車両のうち、1001形各形式のうちすぐに復旧できないと見込まれた9両を1946年6月29日付で廃車、現車は構体に錆止め塗装を施されて尼崎車庫の構内に留置されていた。その後、1002と1012を除いては復旧のめどが立ったことから翌1947年には1002と1012を除く7両の廃車申請を取り下げ、1949年に電動車として完全復旧した。その際、明かり窓を取り付けていた車両は、明かり窓を埋められて復旧している。
この時期になると他の車両も戦前のレベルを回復し、同年には武庫川線用として座席が撤去されていた1121 - 1126も座席を復元された。また、1947年4月ごろから数年間は窓周りに淡いクリームイエローを塗ったツートンカラーで走っていたほか、側面の車番表記も現在と同じ縦長のゴシック体に変更された。そして、1950年と1956年には801形が搭載する手動加速式のMK制御器を取り替えるため、1101・1111・1121(1121 - 1129)各形式の制御器を油圧カム軸式の東芝PM-2Bに取り替え、捻出したRPC-50及びPC-5を801形に換装した。この他にも尾灯の2灯化に伴い、1950年代前半から全車通風口の位置に尾灯を増設し、1955年には電気ブレーキ試験車の1019・1020が保守に手間のかかることから、同車の電気ブレーキを撤去する改造を実施している。

## 試験車1130
1130号はカルダン駆動方式の試験車として用いられたほか、普通用の高加減速車「ジェットカー」の試験に使用された。

### カルダン駆動台車の試験
阪神の新設軌道線は戦災や事故、あるいは自然災害など数々の苦難の果てに、1950年ごろには他の日本の鉄道事業者同様、ようやく戦前のレベルにまで復旧することができた。この時期になると戦時中途絶えていたアメリカからの技術情報が入ってくるようになり、PCCカーに代表されるような軽量モーターによる高加減速車両の導入について各事業者において研究が始まった。特に阪神の場合は長年の悲願である車両の大型化も含めて、高性能車の導入は大きな課題であった。
そこで、1950年に襲来したジェーン台風の被害も癒えた1951年以降、昭和26・27年度の運輸省の科学技術応用研究補助金の交付を受けて、制御器換装予定の1121形1130を種車に標準軌間では日本初となるカルダン駆動車を試作することとなり、1952年秋から試験運転を開始した。機器は東芝製で、改造内容は以下のとおり。
- 台車を釣合梁式の試作台車であるTT-2に換装して、主電動機は1時間定格出力48.5kWのSE-512を搭載、これを直角カルダン駆動方式で駆動した。
- 制御器は油圧カム軸式のPM-3Bを改造して、電気制動や次に述べる渦流制動装置に対応するようにした。制御器としては直並列切換をやめて全抵抗制御及び一段の界磁制御として乗り心地の向上を図るとともに、電制最終段で自動的に空気制動が入るようになった。
- 日本初の制動方式である渦流制動装置の実験に対応できるようにした。渦流制動とはカルダン軸に取り付けた鉄製の円板を、電車線を電源とする対抗界磁中で回転させ、その際発生する渦流をブレーキとして利用するものであり、この技術は後年渦電流ブレーキとして確立したものの、この時はメーカーで研究実験中であったことから、実車での実験は行われなかった。
- 車体も更新並みの修繕が行われ、前年発生した桜木町事故を教訓に不燃化、難燃化が徹底された。また、室内灯も直流直列点灯方式の蛍光灯に交換されたほか、ベンチレーターもガーランド式に交換された。

これらの装備を施された1130は長期にわたって実用試験を受け、このとき得られたデータなどを元に、1954年には阪神初の大型高性能車である3011形が登場した。

### 高加減速車の試験
こうして一度は試験車としての役目を終えた1130であるが、今度は普通列車用の大型高性能車の試作車として、1956年に再改造された。台車、モーター、電動発電機といった主要機器は東芝製及び住友金属（台車）東洋電機製造（電装品）の2セットを用意し、途中で取り替えて比較した。また、この時は両側に電気ブレーキ撤去改造を施した1017・1018を組み込んで3連で試験が実施された。改造内容については以下のとおり。
- 制御器を東芝MC-1Aに換装。この制御器は前年からシカゴで長期試験中のゼネラル・エレクトリックMCM電動カム軸式制御器のライセンス生産品で、直並列制御、弱め界磁つきで発電ブレーキを常用し、強制通風方式を採用して主抵抗器と一体化することにより、制御器と主抵抗器の小型軽量化を図った。同時にブレーキ装置はHSC-Dに換装されている。
- 台車は、東芝製はTT-7、住友製はFS-204・FS-205で、これら3種を交換しながら試験した。東芝製のTT-7は高抗張力鋼板を使用した全溶接製の台車で、吊りリンクおよび揺れ枕なしで枕ばねの横剛性とオイルダンパによって揺動を吸収する構造になっており、一目でわかる特徴的な外観となっていた。住友製の台車はアルストムリンク式の軸箱支持機構を採用し、従来軸受にあったペデスタルをなくした。車輪径はどちらも低重心化を図るため、760mmとなった。
- 主電動機は東芝製がSE-524、東洋製がTDK-857Aで、いずれも端子電圧300V時1時間定格出力75kWで、これを高減速度のハイポイドギアで伝達する直角カルダン駆動方式であった。ただし、定格回転数が両者で異なる[注 14]ため、歯数比は東芝製が7.17、東洋製が8.17であった。なお、電動発電機は東芝製がCLG-310F、東洋製がTDK-343Aである。
- パンタグラフを増設して2基搭載した。
- 1130と編成を組む1017・1018も制御器が日立MMC・L-50に換装された。ブレーキ装置も1130同様、HSC-Dに換装された可能性が高い。

試験は1957年にかけて実施され、このとき得られたデータは翌年登場した5001形 (初代)「ジェットカー」の製造に関して貴重なデータを提供した。台車や電装品の一部が5001形(初代)に転用されたほか、その際に住友製台車は空気バネに改造された。
こうして2度にわたる試験車としての大任を果たした1130は1957年8月に復元改造が実施され、パンタグラフは1基に戻り、台車及びモーター、ブレーキ装置も他の1121形と同じものに復元されたほか、制御器はPM-2Bに換装された。しかし、蛍光灯はそのまま使用された。1017・1018も同時に復元改造を実施されている。

## 終焉
戦後の1001形も戦前同様、普通列車を中心に新設軌道線各線で運行を続けていた。1954年以降は3011形大型車登場に伴い、ドア部分に安全確保のために張り出し式のステップを取り付けたが、武庫川線運用にも充当されることもある1101,1121は、武庫川線内のホームが小型車対応のため、1956年に着脱式のステップを取り付けた。ただ、1950年代前半には事故や火災による廃車が発生しており、1954年12月15日には打出の事故車である1013と尼崎で焼失した1135の2両が廃車されたほか、同日発生した摂津車輌の火災において入場中の1112・1133が被災全焼、1年後の1955年12月15日付で廃車された。
1001形各形式の本格的な廃車は、赤胴車3501形の増備と量産型ジェットカーである5101・5201形の投入によって車体長の短い1001形から開始された。1959年8月に10両がまず廃車され、11月に残る7両が廃車されて1001形は形式消滅した。また、この頃になると武庫川線や尼崎海岸線の運用を「金魚鉢」こと71形に譲って、本線や伝法線を中心に運用されるようになった。更に、1960年前半には予備車を休車扱いする措置がとられ8両が2年の予定で休車となった。ところが、同年9月のダイヤ改正で昼間時の本線普通のダイヤをジェットカーの性能に合わせたダイヤにしたことから、1101系各形式にも余剰車が発生、同年12月10日付で休車のうち1116・1118・1128・1131と1108・1139・1144の計7両が廃車されたが、休車のうち残った車両は12月中に一旦全車復帰した。

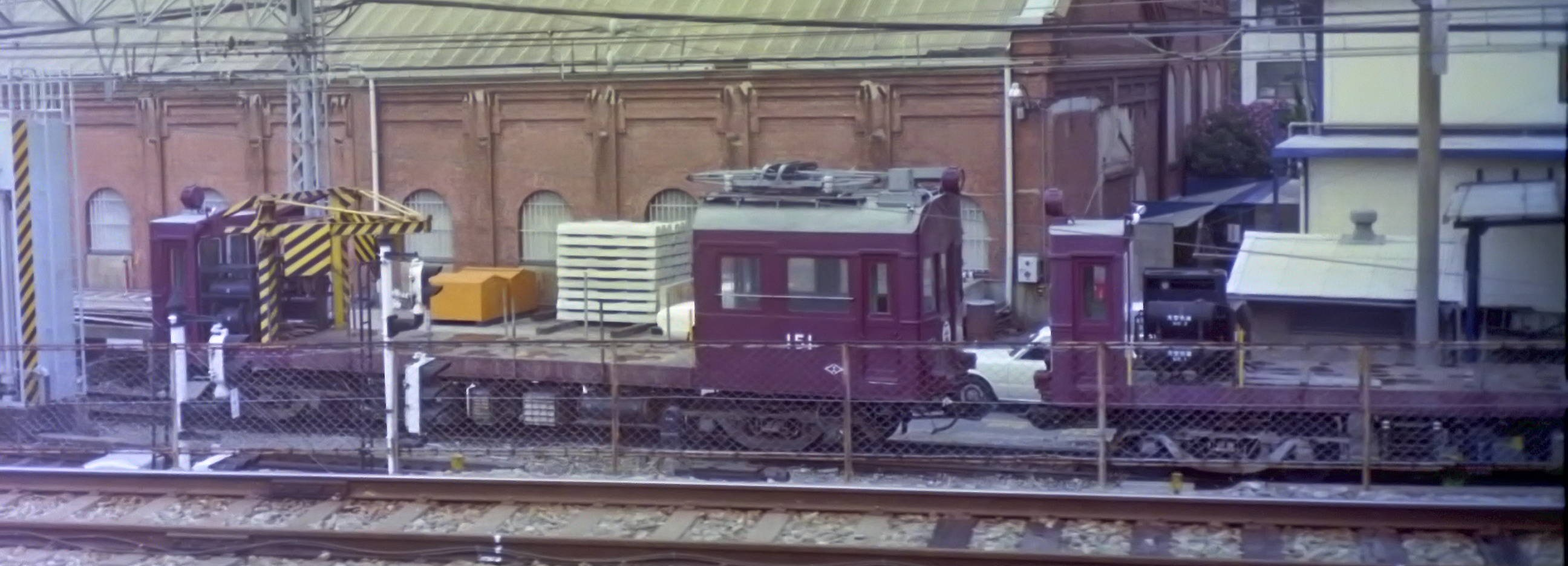
151　1984年尼崎車庫

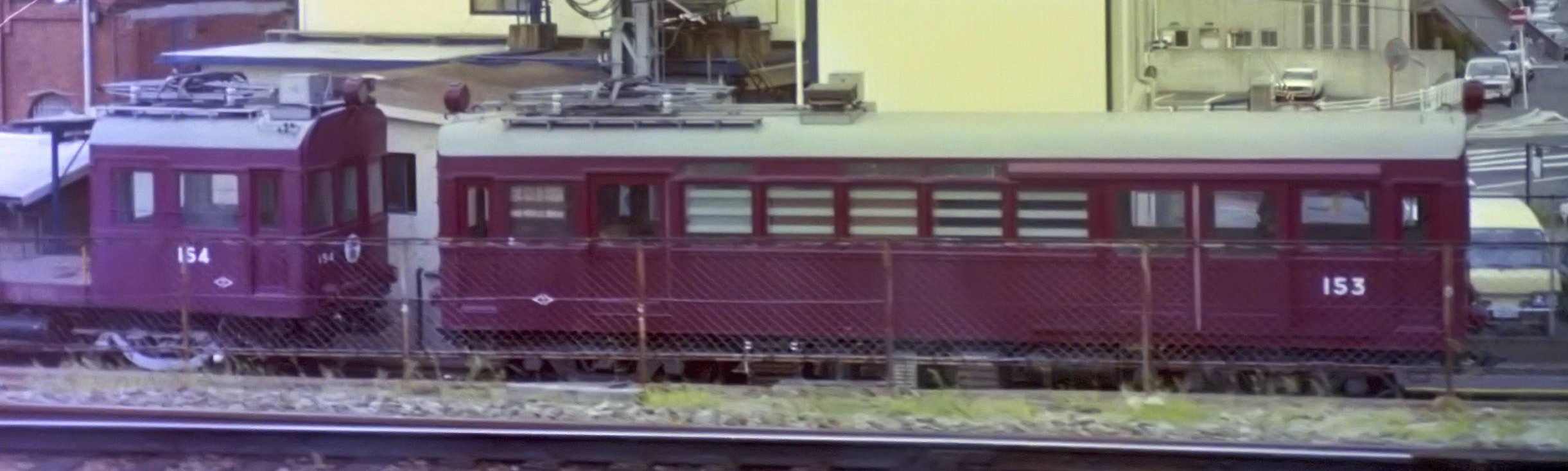
153　1984年尼崎車庫

1960年9月のダイヤ改正以降、残った1101系各形式は伝法線主体の運用となり、本線には朝夕ラッシュ時を中心とした運用だけが残るのみとなった。1961年は12月に1134・1141の2両が廃車となって1129が貨車改造予定車として休車となり、1136が救援車110（2代目）に改造された。
1962年からは1月に1129が廃車されたのを皮切りに、大量廃車が始まった。9月に10両が、10月に11両が廃車されたことにより、1111形は形式消滅した。1963年には11両が9月に廃車されたことによって1101形は形式消滅、残った1138・1140・1145・1150の4両は貨車改造を前提に休車となり、営業用旅客車両としての1001形の運行はここに終焉を迎えた。
その後、1150が1964年に野上電気鉄道へ譲渡され、その後1965年12月までに残る3両が151形電動貨車に改造されることによって、1001形各形式は完全に消滅した。

## 譲渡および転用
1001形各形式のうち、1101系の一部車両は地方私鉄に譲渡された。その概略は以下のとおり。
- 野上電気鉄道：1118・1122・1128・1130・1150（5両）
- 土佐電気鉄道（現・とさでん交通）：1101・1102・1107・1109・1121・1125・1132・1146・1148（10両）

土佐電気鉄道では安芸線で使用された。また、どちらの路線も軌間の幅が1067mmのため、手持ちの台車に換装されて使用された。
電動貨車に転用された各車の新旧対比は以下のとおり。
- 1140→151、1138→152、1145→153、1136→110→154

## 里帰り

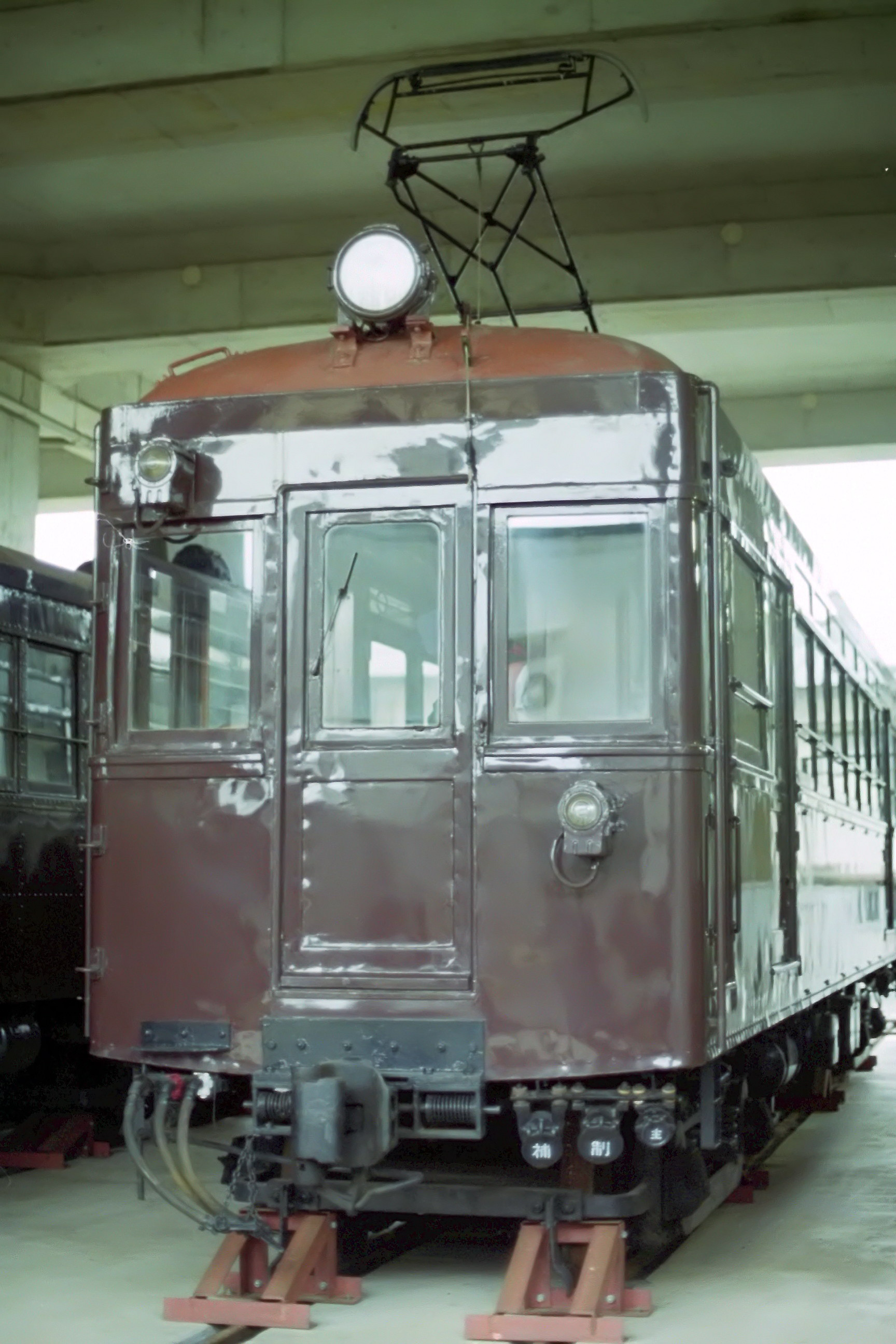
1150　保存車

野上電気鉄道に譲渡されていた車両のうち、1150（野上時代はモハ32）が同線の廃止後、阪神に返還された。返還後現役時代と同じ茶色に再塗装されたが、台車がないために阪神・淡路大震災で被災した車両の廃車発生品のFS-341台車が装着されていた。
現在は尼崎センタープール前駅近くの高架下に保管されており、イベント時に一般公開される。1999年3月20日に開催された5261形引退記念イベントと、2010年10月9・10日、11月13・14日に開催された「21世紀の尼崎運河再生プロジェクト・レンタサイクル社会実験」の際に一般公開された。
なお、山陽電鉄から現役時代の台車と類似したボールドウィン78-25AA台車を寄贈されたが、2001年現在では台車と車体は別々に保管されていたとのことである。